# 사사키 후미오
사사키 후미오(일본어: ささき ふみお ,佐佐木 典士, 1979년~ )는 일본 출신의 편집자이며 최소주의자이다. 최소주의에 대한 저서를 출판하였고, 《나는 단순하게 살기로 했다》는 일본에서 16만부 이상, 해외 21개국에 번역되어 베스트셀러가 되었다.

## 저서
- 나는 단순하게 살기로 했다.
- 나는 습관을 조금 바꾸기로 했다.